# Arnold Kohlschütter
Ernst Arnold Kohlschütter (6 juillet 1883 - 28 mai 1969) est un astronome et astrophysicien allemand.

## Biographie
Kohlschütter est né de Halle-sur-Saale. Il est le fils du médecin Ernst Kohlschütter (de) et de Helene Spielberg, fille du juriste Wilhelm Spielberg (de). 
En 1908, il obtient son doctorat à l'université de Göttingen sous la direction de Karl Schwarzschild,.
En 1911, il commence à travailler à l'Observatoire du Mont Wilson, étudiant les spectres du Soleil et des étoiles en collaboration avec Walter Sidney Adams. En 1914, ils découvrent que la luminosité absolue d'une étoile est proportionnelle à l'intensité relative des raies du spectre. Cela permet aux astronomes de déterminer la distance des étoiles, y compris la séquence principale et les géantes, à l'aide du spectroscope.
Il devient directeur de l'observatoire de Bonn en 1925. Il se consacre alors à des études astrométriques, notamment sur la partie de Bonn du catalogue AGK2.

## Reconnaissance
Le cratère Kohlschütter (en) sur la Lune porte son nom. En 1924 il est lauréat du prix Alfred Ackermann-Teubner. Il est membre de l'Académie Léopoldine.